# 瓦伦丁·邦图斯
瓦伦丁·邦图斯（德語：Valentin Bontus，2001年2月1日—），生于佩希托爾茨多夫，奥地利男子帆船运动员，2024年世界锦标赛男子风筝板铜牌得主、2024年夏季奥林匹克运动会男子风筝板金牌得主。